# Jerzy Bielecki (polityk)
Jerzy Feliks Bielecki (ur. 19 listopada 1969 w Janowie Lubelskim) – polski polityk, inżynier elektronik i samorządowiec, poseł na Sejm V, VIII i IX kadencji (2005–2007, 2015–2022), starosta janowski (2010–2015).

## Życiorys
Ukończył w 1993 studia z zakresu elektrotechniki na Politechnice Rzeszowskiej. Został także absolwentem studiów podyplomowych na Politechnice Lubelskiej (w 1999 z zakresu telekomunikacji światłowodowej i w 2018 typu MBA) oraz w Wyższej Szkole Przedsiębiorczości i Administracji w Lublinie (w 2010 z zakresu rachunkowości budżetowej). Do 2005 pracował w Telekomunikacji Polskiej S.A., był też radnym miasta i gminy Janów Lubelski.
Należał do Stronnictwa Konserwatywno-Ludowego, później przystąpił do Prawa i Sprawiedliwości. W 2005 z listy PiS uzyskał mandat posła w okręgu lubelskim. W 2007 bez powodzenia ubiegał się o reelekcję. W 2010 został radnym powiatu janowskiego, a następnie został starostą tego powiatu. Mandat radnego i stanowisko starosty utrzymał również w 2014.
W wyborach w 2015 został ponownie wybrany do Sejmu, otrzymując 8510 głosów. W wyborach w 2019 z powodzeniem ubiegał się o poselską reelekcję z wynikiem 10 286 głosów. 24 listopada 2022 zrezygnował z mandatu poselskiego. Objął następnie dyrektorskie stanowisko w PGE Dystrybucja. W 2024 przez kilkanaście dni pełnił funkcję dyrektora generalnego zamojskiego oddziału tego przedsiębiorstwa.